# John Henrion
John Henrion, född 19 januari 1991 i Worcester, Massachusetts, är en amerikansk professionell ishockeyspelare som spelar för Karlskrona HK i Hockeyettan.
Henrion spelade juniorhockey med NTDP och collegehockey med University of New Hampshire. Den 26 september 2013 inledde Henrion sin professionella karriär med ett ettårskontrakt med Tampa Bay Lightnings ECHL-samarbetspartner Florida Everblades. I januari 2014 flyttade han till Finland och tecknade ett 1+1-årskontrakt med Mestis-laget Vasa Sport. På 11 grundseriematcher gjorde Henrion 14 poäng och trots en något lägre poängskörd i slutspelet, fyra poäng på sju matcher, fick han ett högt betyg för sin säsong.
Vasa valde att inte utnyttja optionsåret de hade med Henrion och i juni 2014 skrev han på ett tryout-kontrakt med Asplöven HC i Hockeyallsvenskan. Provspelet blev lyckat och med 33 mål på 52 matcher vann Henrion skytteligan i Hockeyallsvenskan, 10 mål fler än tvåan Jesper Olofsson.
Den 9 april 2015 skrev Henrion på ett tvåårskontrakt med den nyblivna SHL-klubben Karlskrona HK.